# 九龍巴士234C線
九龍巴士234C線是香港一條新界市區巴士路線，由九巴營辦，來往深井及觀塘（翠屏北邨），途經麗城花園、石圍角、梨木樹、青山上路、龍翔道、九龍灣、牛頭角及觀塘市中心，只於星期一至六上午及星期一至五下午繁忙時間提供服務。本線是唯一直接來往深井至北葵涌的巴士線。

## 歷史
- 2013年8月24日：234C線投入服務，開出時間為星期一至六07:30，由深井單向前往觀塘站。同時234S線班次減至1班車，以騰出車源予此路線。[3]
- 2014年4月22日：配合234S線取消，星期一至六往觀塘站方向增加07:35開出之班次，原有07:30班次提早至07:25開出。[4]
- 2015年9月5日：增設到站時間預報。[5]
- 2017年5月29日：星期一至五增設19:00由觀塘站往深井之回程服務。[6][7]
- 2018年4月16日：星期一至五往觀塘站方向增加07:45開出之班次。[8]
- 2018年9月23日：觀塘站總站遷至新擴建部分[9]，回程班次由觀塘站開出後改經福塘道及翠屏道，返回鯉魚門道及原有路線。
- 2021年5月24日：星期一至五往觀塘站方向增至4班車，開出時間調整為07:20、07:28、07:37、07:45。[10]
- 2022年7月25日：來回改經青山公路－葵涌段往返昌榮路及呈祥道，不經葵涌道：[11]
  - 往觀塘站方向加停「石英徑」及「華員邨」；
  - 往深井方向加停「華員邨」及「屏麗徑」。
- 2023年2月13日：配合觀塘站巴士總站工程，觀塘總站遷至觀塘（翠屏北邨），來回加停翠屏道「觀塘游泳池」站 [12]。
- 2024年1月22日：新增星期一至五18:00往深井村之班次。[13]。

## 服務時間及班次
- 深井開：
  - 星期一至五：07:20、07:28、07:37、07:45
  - 星期六：07:25、07:35
- 觀塘（翠屏北邨）開：
  - 星期一至五：18:00、19:00

星期日及公眾假期不設服務

## 收費
全程：$11.1
- 麗城花園第三期往觀塘（翠屏北邨）：$10.6
- 石圍角邨石蓮樓往觀塘（翠屏北邨）：$9.6
- 和宜合道運動場往深井：$9.2

| - 本線設有12歲以下小童及65歲或以上長者半價優惠。 - 65歲或以上香港居民使用「樂悠咭」，以及12歲以下合資格殘疾兒童使用「殘疾人士身份」個人八達通繳付車資，均可享有每程$2.0或半價（以較低者為準）的票價優惠；12至64歲合資格殘疾人士使用「殘疾人士身份」個人八達通（包括「樂悠咭」），以及60至64歲香港居民使用「樂悠咭」繳付車資，均可享有每程$2.0或全費（以較低者為準）的票價優惠。 - 65歲或以上長者如使用長者或一般個人八達通繳付車資，則只可享有半價優惠；12至64歲合資格殘疾人士如不使用「殘疾人士身份」個人八達通，以及60至64歲人士如不使用「樂悠咭」繳付車資，必須繳付全費。 - 乘客可以現金或八達通於上車時付款，不設找續。 |

## 使用車輛
本線現時獲派7輛亞歷山大丹尼士Enviro 500 MMC（6輛12米ATENU及1輛12.8米3ATENU），均屬荔枝角車廠。 
本線用車會在服務時間以外柯打38、39M、40、234X及235M線。 
| 車隊編號  | 車牌   |
| --------- | ------ |
| ATENU209  | SK7384 |
| ATENU446  | TF4944 |
| ATENU467  | TG2177 |
| 3ATENU44  | UB3857 |
| ATENU974  | UB9106 |
| ATENU1043 | UC9069 |
| ATENU1485 | VM9529 |

## 行車路線
深井開經：青山公路（深井段、汀九段、新汀九段、汀九段）、海安路、麗順路、青山公路－荃灣段、象鼻山路、荃錦交匯處、蕙荃路、石圍角路、二陂圳路、三棟屋路、和宜合交匯處、和宜合道、昌榮路、青山公路－葵涌段、呈祥道、龍翔道、觀塘道及翠屏道。
觀塘（翠屏北邨）開經：翠屏道、鯉魚門道、偉發道、茶果嶺道、鯉魚門道、觀塘道、龍翔道、呈祥道、青山公路－葵涌段、昌榮路迴旋處、昌榮路、和宜合道、和宜合交匯處、三棟屋路、二陂圳路、石圍角路、蕙荃路、荃錦交匯處、大河道北、大河道、沙咀道、大涌道、海興路、海安路、青山公路（汀九段、新汀九段、汀九段及深井段）。

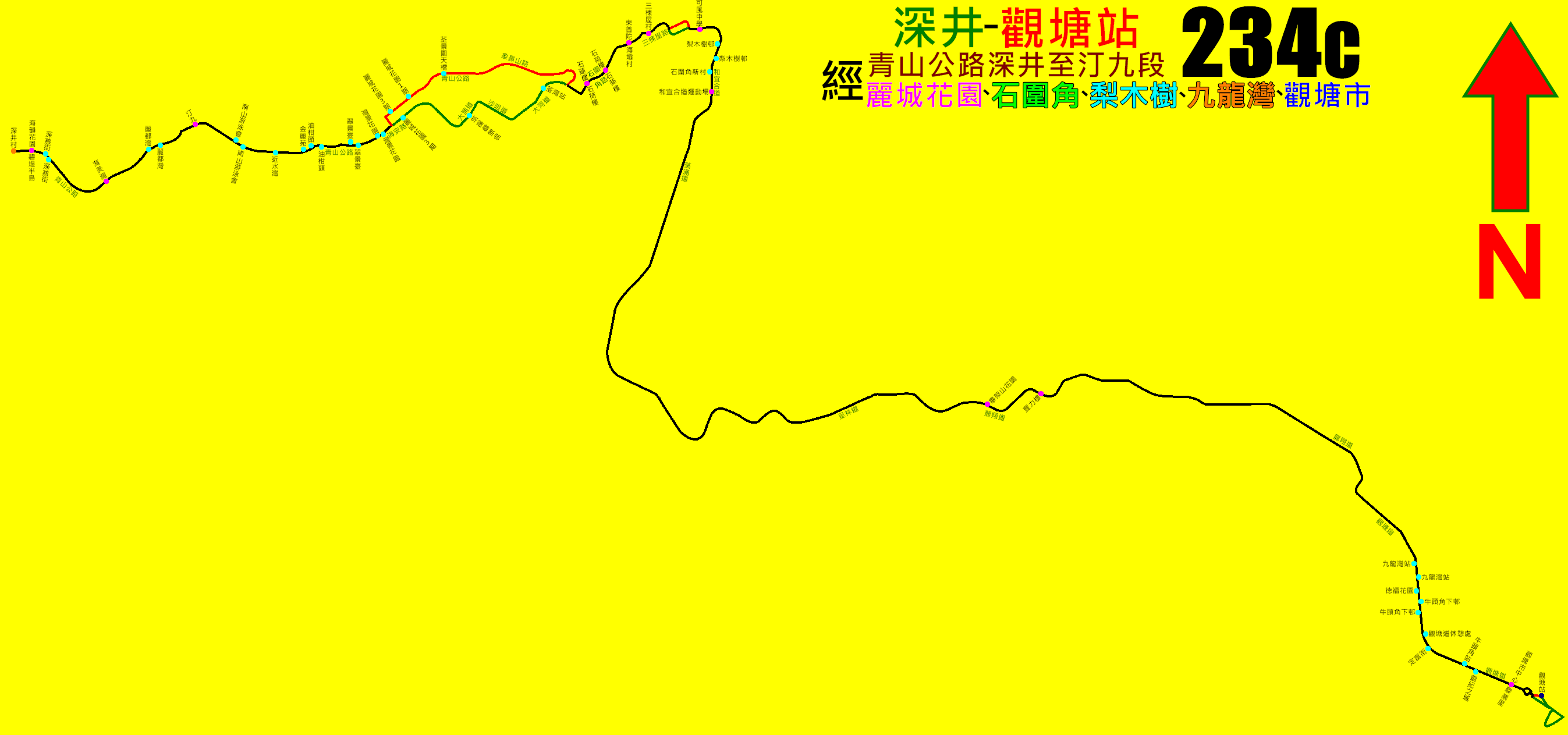
234C線的走線圖

具體停站請參考資訊框